# Cruz de Cavaleiro da Cruz de Ferro
Cruz de Cavaleiro da Cruz de Ferro (em alemão:  Ritterkreuz des Eisernen Kreuzes, ou simplesmente Ritterkreuz) é uma variante da Cruz de Ferro. Esta era a mais alta condecoração concedida pela Alemanha para reconhecer os atos de bravura em combate ou uma liderança bem-sucedida e decisiva durante a Segunda Guerra Mundial.

## Pré-requisitos
Para um soldado receber a Cruz de Cavaleiro, era necessário que este tivesse  sido condecorado com a Cruz de Ferro de 1ª Classe, e em casos raros, ambas as condecorações eram dadas juntas.
Os comandantes de unidades recebiam a medalha pela boa atuação que tinham no comando da unidade. Os comandantes de U-Boot recebiam a medalha por afundar 100,000 toneladas de embarcações inimigas, e os pilotos da Luftwaffe eram condecorados após marcarem 20 "pontos"a . A condecoração foi concedida entre 1939 e 1945, sendo estes requerimentos modificados durante o percurso da guerra.

## Graus
A Cruz de Cavaleiro da Cruz de Ferro foi dividida em cinco graus, exceto a Grande Cruz da Cruz de Ferro:

### Cavaleiro
A Cruz de Cavaleiro da Cruz de Ferro é baseada na emenda (Reichsgesetzblatt I S. 1573) de 1 de Setembro de 1939 Verordnung über die Erneuerung des Eisernen Kreuzes (Ordem para o restabelecimento da Cruz de Ferro).
| Verordnung über die Erneuerung des Eisernen Kreuzes | Emenda de renovação da Cruz de Ferro |
| Artikel 1 | Artigo 1 |
| Das Eiserne Kreuz wird in folgender Abstufung und Reihenfolge verliehen: Eiserne Kreuz 2. Klasse, Eiserne Kreuz 1. Klasse, Ritterkreuz des Eisernen Kreuzes, Großkreuz des Eisernen Kreuzes. | A Cruz de Ferro será condecorada de acordo com os seguintes graus e ordem: Cruz de Ferro 2ª Classe Cruz de Ferro 1ª Classe Cruz de Cavaleiro da Cruz de Ferro Grande Cruz da Cruz de Ferro |
| Artikel 2 | Artigo 2 |
| Das Eiserne Kreuz wird ausschließlich für besondere Tapferkeit vor dem Feind und für hervorragende Verdienste in der Truppenführung verliehen. Die Verleihung einer höheren Klasse setzt den Besitz der vorangehenden Klasse voraus. | A Cruz de Ferro é condecorada somente em casos de bravura frente ao inimigo e por excelentes méritos no comando de tropas. Para ser condecorado com um grau superior é necessário que tenha sido condecorado com todas as classes anteriores. |
| Artikel 3 | Artigo 3 |
| Die Verleihung des Großkreuzes behalte ich mir vor für überragende Taten, die den Verlauf des Krieges entscheidend beeinflussen. | Eu reservo para mim o poder de condecorar a Grande Cruz da Cruz de Ferro, para atos superiores que influenciem o curso da guerra. |
| Artikel 4 | Artigo 4 |
| Das Eiserne Kreuz 2. Klasse und das Eiserne Kreuz 1. Klasse gleichen in Größe und Ausführung den bisherigen mit der Abweichung, daß auf der Vorderseite das Hakenkreuz und die Jahreszahl 1939 angebracht sind. Die 2. Klasse wird an einem schwarz-weiß-roten Bande im Knopfloch oder an der Schnalle, die 1. Klasse ohne Band auf der linken Brustseite getragen. Das Ritterkreuz ist größer als das Eiserne Kreuz 2. Klasse. Es wird an einem schwarz-weiß-roten Bande am Halse getragen. Das Großkreuz ist etwa doppelt so groß wie das Eiserne Kreuz 2. Klasse. Es wird an einem breiteren schwarz-weiß-roten Bande am Halse getragen. | A 2ª Classe e a 1ª Classe são do mesmo tamanho e formato como nas versões anteriores, com exceção que na frente terá a suástica e a data 1939. A 2ª Classe é presa numa fita preta-branca-vermelha presa na botoeira ou broche, a 1ª Classe sem fita preso no lado esquerdo do peito. A Cruz de Cavaleiro é mais larga no tamanho do que a Cruz de Ferro de 1ª Classe e é presa em torno do pescoço com uma fita preta-branca vermelha. A Grande Cruz da Cruz de Ferro é aproximadamente o dobro do tamanho da Cruz de Ferro de 1ª Classe, com um arranjo de ouro em vez de uma arranjo de prata e é presa ao redor do pescoço com uma fita preta-branca-vermelha. |
| Artikel 5 | Artigo 5 |
| Ist der Beliehene schon im Besitz einer oder beider Klassen des Eisernen Kreuzes des Weltkrieges, so erhält er an Stelle eines zweiten Kreuzes eine silberne Spange mit dem Hoheitszeichen und der Jahreszahl 1939 zu dem Eisernen Kreuz des Weltkrieges verliehen; die Spange wird beim Eisernen Kreuz 2. Klasse auf dem Bande getragen, beim Eisernen Kreuz 1. Klasse über dem Kreuz angesteckt. | Caso o condecorado receba uma o duas classes da Cruz de Ferro na Segunda Guerra Mundial, então ao invés da segunda cruz um broche de prata substitui a Cruz com uma emblema nacional e a data 1939 é condecorada; no caso da 2ª Classe o broche é preso no na fita, e em caso da 1ª Classe, é presa acima da Cruz. |
| Artikel 6 | Artigo 6 |
| Der Beliehene erhält eine Besitzurkunde. | O condecorado recebe um certificado de condecoração. |
| Artikel 7 | Artigo 7 |
| Das Eiserne Kreuz verbleibt nach dem Ableben des Beliehenen als Erinnerungsstück den Hinterbliebenen. | A Cruz de Ferro deverá ser retida como uma herança pelas gerações seguintes após o falecimento do condecorado. |
| Artikel 8 | Artigo 8 |
| Die Durchführungsbestimmungen erläßt der Chef des Oberkommandos der Wehrmacht im Einverständnis mit dem Staatsminister und Chef der Präsidialkanzlei. Berlin, den 1. September 1939. | As provisões de processamento serão liberadas pelo comando Supremo das Forças Armadas em cooperação com o Ministro de Estado e o Chefe da Chancelaria Presidencial. Berlim, 1 de Setembro de 1939 |
| Der Führer Adolf Hitler | Der Führer Adolf Hitler |
| Der Chef des Oberkommandos der Wehrmacht Wilhelm Keitel | Comandante do Alto Comando das Forças Armadas Wilhelm Keitel |
| Der Reichsminister des Innern Dr. Wilhelm Frick | Ministro do Interior Dr. Wilhelm Frick |
| Der Staatsminister und Chef der Präsidialkanzlei des Führers und Reichskanzlers Otto Meißner | Ministro de Estado e Chief da Chancelaria Presidencial do Führer e Chanceler do Reich Otto Meißner |

### Cavaleiro com Folhas de Carvalho
Baseado na emenda (Reichsgesetzblatt I S. 849) de 3 de Junho de 1940 ampliando o artigo 1 e 4.
| Artikel 1 | Artigo 1 |
| Ritterkreuz des Eisernen Kreuzes mit Eichenlaub,                                                                                 | Cruz de Cavaleiro da Cruz de Ferro com Folhas de Carvalho                                                                      |
| Artikel 4 | Artigo 4 |
| Das Eichenlaub zum Ritterkreuz des Eisernen Kreuzes besteht aus drei silbernen Eichenblättern, die auf der Bandspange aufliegen. | As Folhas de Carvalho da Cruz de Cavaleiro da Cruz de Ferro serão feitas com três folhas de carvalho de prata atadas na faixa. |

### Cavaleiro com Folhas de Carvalho e Espadas
Baseedo na emenda (Reichsgesetzblatt I S. 613) de 28 de Setembro de 1941 modificando os artigos 1 e 4.
| Artikel 1 | Artigo 1 |
| Ritterkreuz des Eisernen Kreuzes mit dem Eichenlaub mit Schwertern, Ritterkreuz des Eisernen Kreuzes mit dem Eichenlaub mit Schwertern und Brillanten,                                                                         | Cruz de Cavaleiro da Cruz de Ferro com Folhas de Carvalho e Espadas Cruz de Cavaleiro da Cruz de Ferro com Folhas de Carvalho, Espadas e Diamantes |
| Artikel 4 | Artigo 4 |
| Das Eichenlaub mit Schwertern zeigt unter den drei silbernen Blättern zwei gekreuzte Schwerter. Bei dem Eichenlaub mit Schwertern und Brillanten sind die drei silbernen Blätter und die Schwertgriffe mit Brillanten besetzt. | As Folhas de Carvalho e Espadas da Cruz de Cavaleiro terão duas espadas cruzadas entre as três folhas de carvalho de prata. Caso as Folhas de Carvalho com Espadas e Diamantes, as três folhas de prata e as espadas estarão cravejadas de diamantes. |

### Cavaleiro com Folhas de Carvalho, Espadas e Diamantes
Baseado na emenda (Reichsgesetzblatt I S. 613) de 28 de Setembro de 1941

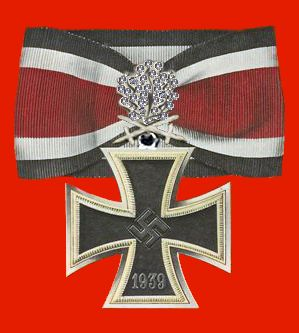
com Folhas de Carvalho, Espadas e Diamantes

### Cavaleiro com Folhas de Carvalho Douradas com Espadas e Diamantes
Baseado na emenda (Reichsgesetzblatt 1945 I S. 11) de 29 de Dezembro de 1944 aumentando os artigos 1, 2, e 4.

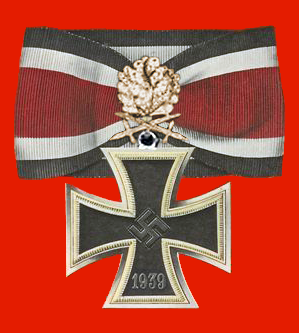
com Folhas de Carvalho Douradas, Espadas e Diamantes

| Artikel 1 | Artigo 1 |
| Ritterkreuz des Eisernen Kreuzes mit dem Goldenen Eichenlaub mit Schwertern und Brillanten, | Cruzde Cavaleiro com Folhas de Carvalho Douradas, Espadas e Diamantes |
| Artikel 2 | Artigo 2 |
| Das Ritterkreuz des Eisernen Kreuzes mit dem Goldenen Eichenlaub mit Schwertern und Brillanten wird nur zwölf mal verliehen, um höchstbewährte Einzelkämpfer, die mit allen Stufen des Ritterkreuzes des Eisernen Kreuzes ausgezeichnet sind, vor dem Deutschen Volke besonders zu ehren. | A Cruz de Cavaleiro da Cruz de Ferro com Folhas de Carvalho Douradas, Espadas e Diamantes será condecorada somente 12 vezes, para honrar os mais bem sucedidos combatentes alemães, que receberam todas as classes da Cruz de Cavaleiro. |
| Artikel 4 | Artigo 4 |
| Bei dem Goldenen Eichenlaub mit Schwertern und Brillanten sind die drei Blätter und die Schwerter in Gold ausgeführt und wie bei dem silbernen Eichenlaub mit Brillanten besetzt. | No caso das Folhas de Carvalho Douradas com Espadas e Diamantes as três folhas e as espadas serão feitas de ouro e serão cravejadas com diamantes.                                                                                       |

## Recebedores
No total 7,318 condecorações da Cruz de Cavaleiro foram entregues, destes 882 receberam as Folhas de Carvalho (somente 8 não-germânicos); 159 receberam as Espadas (somente o Almirante japonês Isoroku Yamamoto foi o único não-germânico), 27 foram condecorados com os Diamantes (3 Marechais de Campo, 10 generais, 3 coroneis, 9 ases e 2 comandantes de U-Boot); Hans-Ulrich Rudel foi o único a receber as Folhas de Carvalho Douradas com Espadas e Diamantes.

### Condecorações por Serviço
| Heer  | Luftwaffe | Kriegsmarine | Waffen-SS |
| ----- | --------- | ------------ | --------- |
| 4,785 | 1,785     | 318          | 457       |

### Condecorações por patentes

#### Folhas de Carvalho
| Patente na Condecoração               | Heer | Waffen-SS | Kriegsmarine | Luftwaffe | Estrangeiros | Total |
| ------------------------------------- | ---- | --------- | ------------ | --------- | ------------ | ----- |
| Generalfeldmarschall / Großadmiral    | 6    |           | 1            | 1         | 3            | 11    |
| Generaloberst / Generaladmiral        | 11   |           |              | 3         | 1            | 15    |
| General der Infanterie etc. / Admiral | 50   | 8         | 2            | 4         |              | 64    |
| Generalleutnant / Vizeadmiral         | 77   | 6         | 1            | 5         | 2            | 91    |
| Generalmajor / Konteradmiral          | 43   | 9         | 1            | 5         | 1            | 59    |
| Oberst / Kapitän zur See              | 78   | 12        | 5            | 8         |              | 103   |
| Oberstleutnant / Fregattenkapitän     | 47   | 19        | 3            | 19        |              | 88    |
| Major / Korvettenkapitän              | 73   | 9         | 11           | 53        | 1            | 147   |
| Hauptmann / Kapitänleutnant           | 68   | 6         | 24           | 76        |              | 174   |
| Oberleutnant / Oberleutnant zur See   | 19   | 4         | 5            | 40        |              | 68    |
| Leutnant / Leutnant zur See           | 11   | 1         |              | 21        |              | 33    |
| Stabsfeldwebel / Stabswachtmeister    | 1    |           |              |           |              | 1     |
| Oberfeldwebel / Oberwachtmeister      | 17   |           |              | 7         |              | 24    |
| Feldwebel / Wachtmeister              | 5    |           |              | 4         |              | 9     |
| Unteroffizier / Oberjäger             | 3    |           |              |           |              | 3     |
| Total                                 | 509  | 74        | 53           | 246       | 8            | 890   |

#### Espadas
| Patente                               | Heer | Waffen-SS | Kriegsmarine | Luftwaffe | Estrangeiros | Totals |
| ------------------------------------- | ---- | --------- | ------------ | --------- | ------------ | ------ |
| Generalfeldmarschall / Großadmiral    | 4    |           |              | 1         | 1            | 6      |
| Generaloberst / Generaladmiral        | 8    | 1         |              | 1         |              | 10     |
| General der Infanterie etc. / Admiral | 21   | 4         |              | 1         |              | 26     |
| Generalleutnant / Vizeadmiral         | 13   | 3         |              | 2         |              | 18     |
| Generalmajor / Konteradmiral          | 12   | 4         |              |           |              | 16     |
| Oberst / Kapitän zur See              | 7    | 6         |              | 7         |              | 20     |
| Oberstleutnant / Fregattenkapitän     | 8    | 4         |              | 6         |              | 18     |
| Major / Korvettenkapitän              | 3    | 1         | 1            | 13        |              | 18     |
| Hauptmann / Kapitänleutnant           | 1    |           | 4            | 15        |              | 20     |
| Oberleutnant / Oberleutnant zur See   |      | 1         |              | 5         |              | 6      |
| Leutnant / Leutnant zur See           |      |           |              | 1         |              | 1      |
| Oberfeldwebel / Oberwachtmeister      |      |           |              | 1         |              | 1      |
| Total                                 | 77   | 24        | 5            | 53        | 1            | 160    |

#### Diamantes
| Patente                               | Heer | Waffen-SS | Kriegsmarine | Luftwaffe | Estrangeiros | Total |
| ------------------------------------- | ---- | --------- | ------------ | --------- | ------------ | ----- |
| Generalfeldmarschall / Großadmiral    | 2    |           |              | 1         |              | 3     |
| Generaloberst / Generaladmiral        | 1    | 1         |              |           |              | 2     |
| General der Infanterie etc. / Admiral | 4    |           |              |           |              | 4     |
| Generalleutnant / Vizeadmiral         | 1    | 1         |              | 1         |              | 3     |
| Generalmajor / Konteradmiral          | 1    |           |              |           |              | 1     |
| Oberst / Kapitän zur See              | 2    |           |              | 2         |              | 4     |
| Oberstleutnant / Fregattenkapitän     |      |           |              | 1         |              | 1     |
| Major / Korvettenkapitän              |      |           | 2            | 2         |              | 4     |
| Hauptmann / Kapitänleutnant           |      |           |              | 2         |              | 2     |
| Oberleutnant / Oberleutnant zur See   |      |           |              | 3         |              | 3     |
| Total                                 | 11   | 2         | 2            | 12        |              | 27    |